# Åstjärnen (Hallens socken, Jämtland)
Åstjärnen är en sjö i Åre kommun i Jämtland och ingår i Indalsälvens huvudavrinningsområde.